# Antonio Fargas y Soler
Antonio Fargas y Soler (Palma de Mallorca, 1813-Barcelona, 1888) fue un crítico musical español.

## Biografía
De padres catalanes, nació en Palma de Mallorca el 26 de octubre de 1813, y contando un año de edad se instaló en Barcelona. Aprendió música en el convento de religiosos Mercedarios y se dedicó al estudio de la crítica musical. Fue uno de los fundadores de las sociedades literarias artísticas llamadas «La Filomática» y «La Literaria», en las que leyó varias memorias sobre la historia de la música.
Colaboró en revistas como El Museo de las Familias, El Arte, Revista de Cataluña y España Musical, entre otras, en las que publicó artículos biográficos de músicos célebres y de crítica. En mayo de 1845 entró a formar parte de la redacción del Diario de Barcelona encargándose de la sección de crítica musical, cuyo cargo desempeñó hasta su fallecimiento ocurrido el 17 de julio de 1888 en Barcelona.
Habría dejado inéditas obras como un Compendio de la historia de la música, un Diccionario lírico, los Anales de la ópera en los teatros de Santa Cruz y del Liceo de Barcelona y el Complemento de la biografía de los músicos más distinguidos de todos los países.

## Obras
- Diccionario de música, con explicación y definición de voces técnicas é instrumentos de música.—Barcelona, 1852.[1]
- Biografías de los músicos más distinguidos de todos los paises, publicadas por «La España Musical», bajo la dirección de Antonio Fargas y Soler.—Barcelona, Juan Oliveras, editor. 1866. Tres tomos.[1]